# Istituto mutualistico per la tutela degli artisti interpreti ed esecutori
L'Istituto mutualistico per la tutela degli artisti interpreti ed esecutori (IMAIE) è un ente italiano che opera nel campo dell'interpretazione artistica.

## Storia

### IMAIE (1977-2009)
L'IMAIE nacque nel 1977 per iniziativa dei tre sindacati di settore di CGIL, CISL e UIL come libera associazione tra artisti, interpreti e musicisti per proteggere le loro prestazioni professionali e far valere il diritto all'equo compenso connesso all'utilizzo o la riproduzione delle opere interpretate o eseguite, in base a quanto previsto dalla legge sul diritto d'autore n. 633 del 1941 e dalle leggi successive. Dal 23 dicembre 1994 l'Istituto divenne persona giuridica.
Il Prefetto di Roma Giuseppe Pecoraro, con decreto del 30 aprile 2009, dichiarò l'IMAIE estinto. In seguito il TAR del Lazio accolse la sospensiva cautelare dell'efficacia; tuttavia il Consiglio di Stato, con ordinanza n. 3530 del 14 luglio 2009, accolse a sua volta il ricorso contro l'ordinanza di sospensione del TAR, confermando così la validità del processo di estinzione.

### Nuovo IMAIE (2010-presente)
Nell'aprile 2010, con decreto legge recante «Disposizioni urgenti in materia di spettacolo e attività culturali» fu istituito il Nuovo IMAIE. Nel 2012 L'istituto fu contestato dall'associazione Artisti 7607 la quale si è poi costituita come concorrente commerciale al suddetto.
Dal 21 dicembre 2012 il mercato dell'intermediazione dei diritti connessi al diritto d'autore è stato liberalizzato; di conseguenza ogni artista può scegliere liberamente da quale ente farsi rappresentare per la gestione dei diritti che la legge gli riconosce, a fronte delle utilizzazioni delle opere cui ha preso parte.

## Attività
Nel momento in cui un'opera artistica viene riutilizzata, sorge a favore degli artisti presenti nell'opera (attori, cantanti, musicisti, direttori d'orchestra) un diritto di riutilizzazione che deve essere remunerato. Finalità dell'ente è la salvaguardia dei diritti degli artisti interpreti, sia in Italia che all'estero. Rientra tra le finalità dell'ente anche la promozione della cultura (in particolare musicale) italiana.
L'IMAIE tutela i diritti degli interpreti di opere musicali, cinematografiche e audiovisive che vengono riutilizzate e/o trasmesse dalle radio, dalle televisioni o da qualsiasi altro ente utilizzatore (locali pubblici, sale da ballo, discoteche, ecc.).
L'attività fondamentale dell'IMAIE (come la SIAE per autori ed editori) è incassare, per conto degli artisti interpreti ed esecutori, i proventi loro dovuti in seguito alla riutilizzazione delle opere da loro interpretate e, dopo aver individuato gli artisti aventi diritto a compenso, provvedere alla ripartizione a questi ultimi dei proventi riscossi. Non vi è alcun obbligo ad associarsi per poter ricevere il pagamento dei diritti: il compenso è infatti dovuto a tutti gli artisti indistintamente, siano essi soci dell'IMAIE o meno. L'istituto ha attivato una serie di iniziative per reperire gli indirizzi degli artisti ai fini di effettuare la comunicazione dei compensi maturati ed evitare che il compenso non venga ritirato.